# 61401 Schiff
61401 Schiff è un asteroide della fascia principale. Scoperto nel 2000, presenta un'orbita caratterizzata da un semiasse maggiore pari a 2,5811586 au e da un'eccentricità di 0,1069952, inclinata di 2,23665° rispetto all'eclittica.
L'asteroide è dedicato al fisico statunitense Leonrad I. Schiff.